# سوزن و نخ (فیلم ۲۰۱۸)
سوزن و نخ (به انگلیسی: Sui Dhaaga) نام یک فیلم سینمای بالیوود محصول کشور هند می‌باشد. این فیلم محصول کمپانی یاش راج فیلمز می‌باشد و بازیگران اصلی این فیلم وارون داوان، آنوشکا شارما و راغوبیر یاداو می‌باشند.

## بازیگران
- وارون داوان/ماوجی
- آنوشکا شارما/مامتا

## خلاصه داستان
ماوجی شارما (وارون داوان) مردی اهل یک شهر کوچک است که به همراه پدر، مادر و همسرش «مامتا» (آنوشکا شارما) زندگی می‌کند. پدر بزرگ او در به خیاطی مشغول بود اما تجارت او در نهایت منجر به ورشکستگی شد. پدر او «پرسرام» کارمند دولت است و در آستانه بازنشستگی قرار دارد.
ماوجی در مغازه چرخ خیاطی فروشی کار می‌کند اما مدام مورد تحقیر و تمسخر رئیسش قرار می‌گیرد. از سوی دیگر او خیاط بسیار ماهری است و کارهای تعمیری و خرد خیاطی را با چرخ خیاطی همسایه اشان «یوگش» انجام می‌دهد.
روزی خانوادگی به مراسم عروسی دعوت می‌شوند و مامتا متوجه می‌شود که کارفرمایان ماوجی چگونه رفتاری با او دارند. مامتا از تحقیر شدن شوهرش بسیار ناراحت می‌شود. به ماوجی اصرار می‌کند که این شغل را رها کند چون عزت نفس از پول ارزشمندتر است و به خیاطی که تجارت خانوادگی قدیمی آنهاست، روی آورد. اما ماوجی این درخواست را رد می‌کند چون می‌داند عواقب سختی دارد.
مادر ماوجی دچار حمله قلبی می‌شود و این اتفاق دردسر جدیدی برای خانواده بوجود می‌آورد، چون احتمالاً نمی‌توانند از پس هزینه‌های بیمارستان بر بیایند.
برادر کوچکتر ماوجی «جوگنو» که با همسر و پسر کوچکش در همان محله زندگی می‌کنند، به ماوجی کاری ادراری را پیشنهاد می‌دهد. اما ماوجی این پیشنهاد را رد می‌کند و به کمک همسرش کار خیاطی کنار جاده ای را آغاز می‌کند ولی اوضاع مشتری اصلاً خوب به نظر نمی‌رسد!
ماوجی برای راحتی مادرش در بیمارستان، لباسی را طراحی کرده و می‌دوزد و مامتا آن را گلدوزی می‌کند. این لباس به سرعت توجه دیگر بیماران بیمارستان را جلب می‌کند به طوری که از ماوجی درخواست‌های زیادی برای دوخت چنین لباسی می‌شود. تعداد زیادی تقاضا را یادداشت می‌کند و هزینه زیادی را صرف پارچه و دیگر چیزهای لازم می‌کند. اما یوگش با دیدن این وضعیت، چرخ خیاطی خود را پس می‌گیرد! و شرط بازگرداندن آن را شراکت با ماوجی در سود کار می‌داند. اما ماوجی با عصبانیت این شرط را رد می‌کند.